# Doğan Göktaş
Doğan Göktaş (ur. 1 maja 1993) – turecki zapaśnik walczący w stylu klasycznym. Zajął jedenaste miejsce na mistrzostwach Europy w 2021. Dziesiąty w indywidualnym Pucharze Świata w 2020. Trzeci w Pucharze Świata w 2016 i piąty w 2014. Trzeci na ME U-23 w 2015 i na mistrzostwach Europy juniorów w 2011 roku.